# Kalaa
Kalaa là một đô thị thuộc tỉnh Relizane, Algérie. Dân số thời điểm năm 2002 là 9.915 người.